# Hillerse
Hillerse es un municipio situado en el distrito de Gifhorn, en el estado federado de Baja Sajonia (Alemania). Tiene una población estimada, a fines de septiembre de 2024, de 2480 habitantes.